# Camponotus cuauhtemoc
Camponotus cuauhtemoc är en myrart som beskrevs av Roy R. Snelling 1988. Camponotus cuauhtemoc ingår i släktet hästmyror, och familjen myror. Inga underarter finns listade.

## Bildgalleri

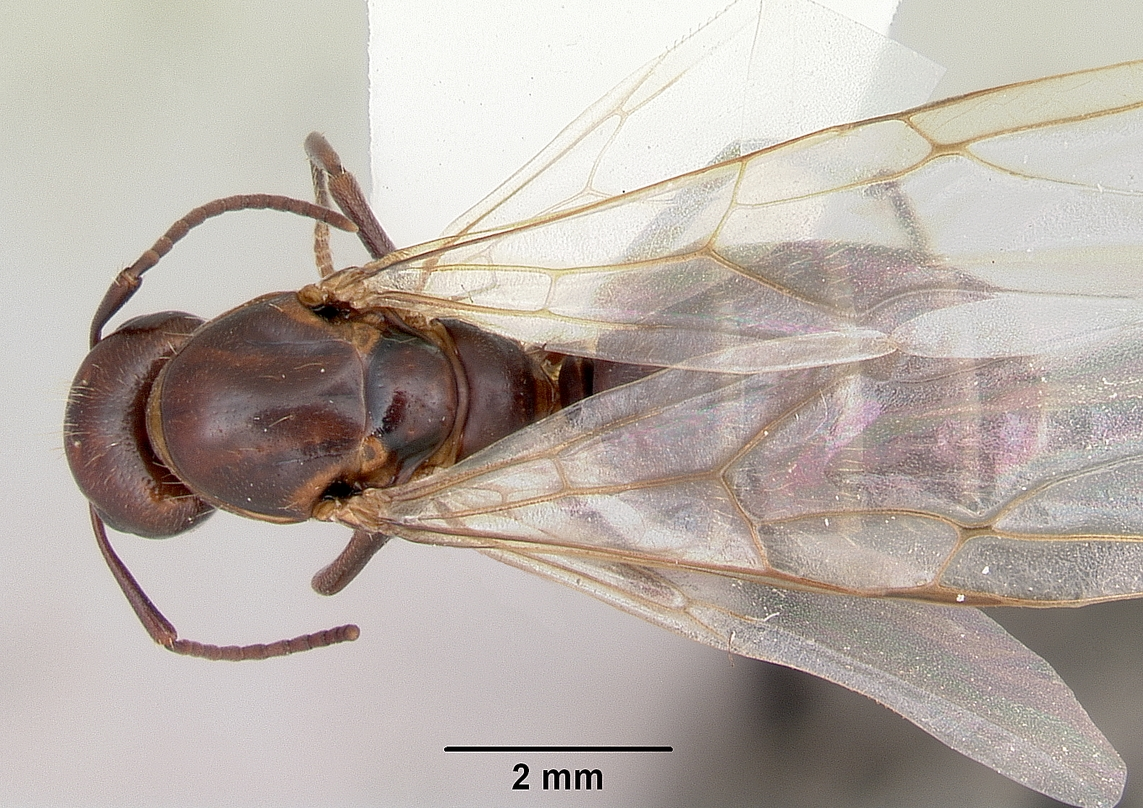
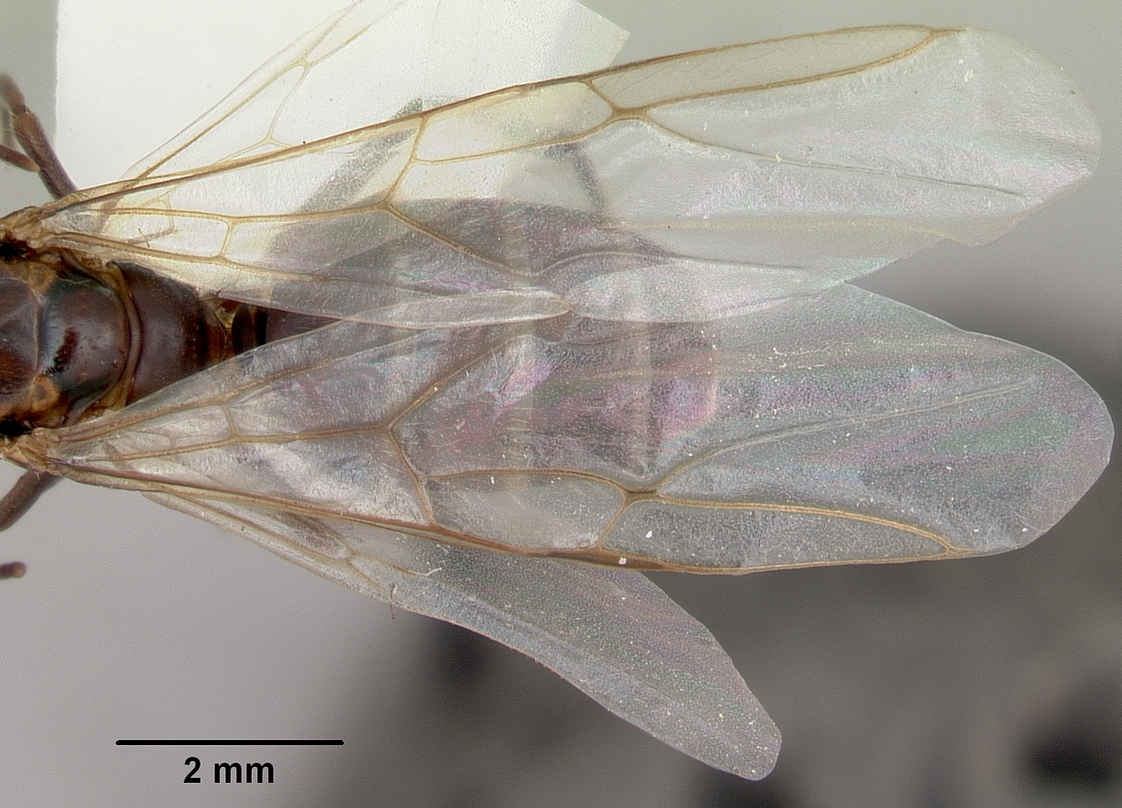
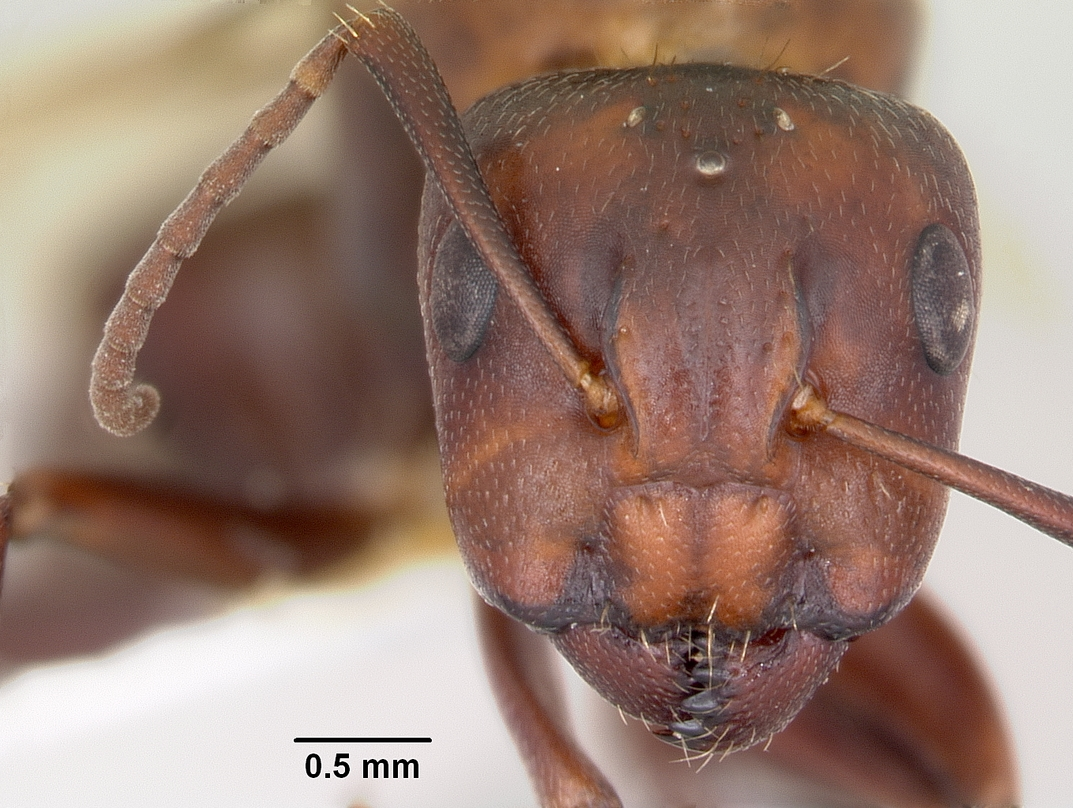
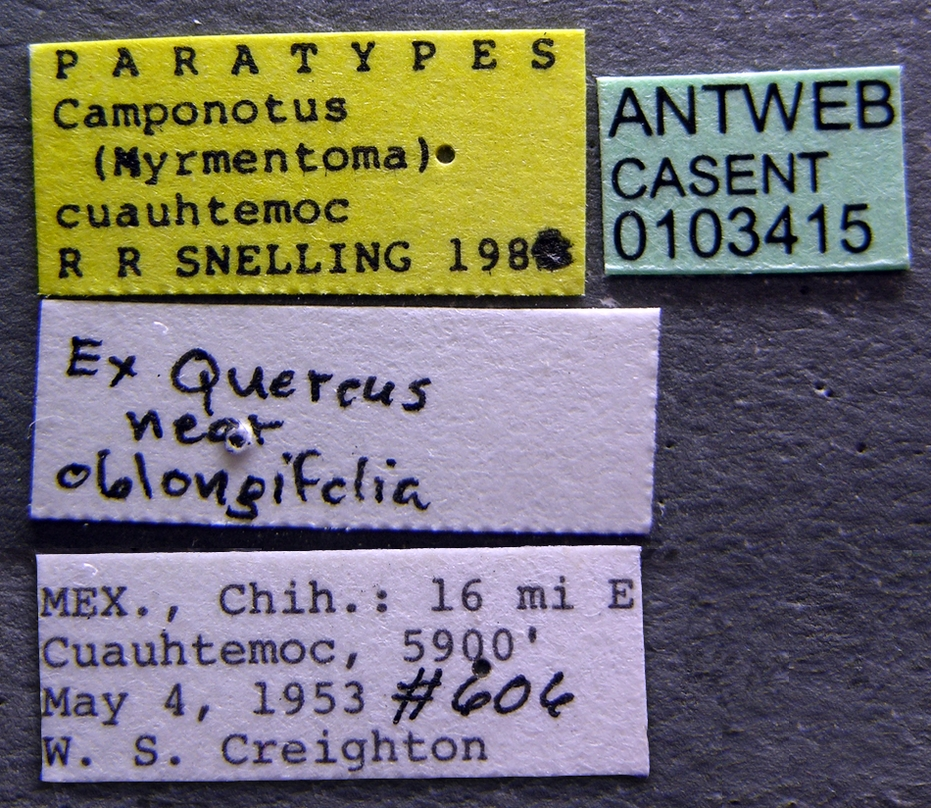
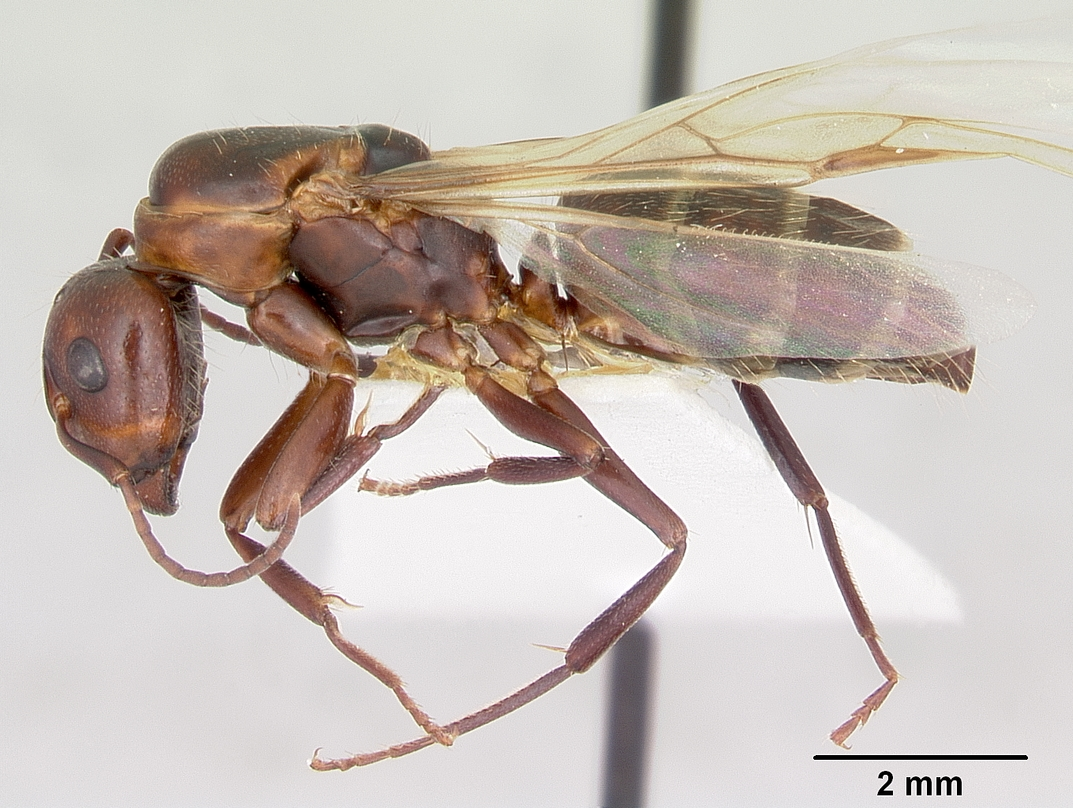
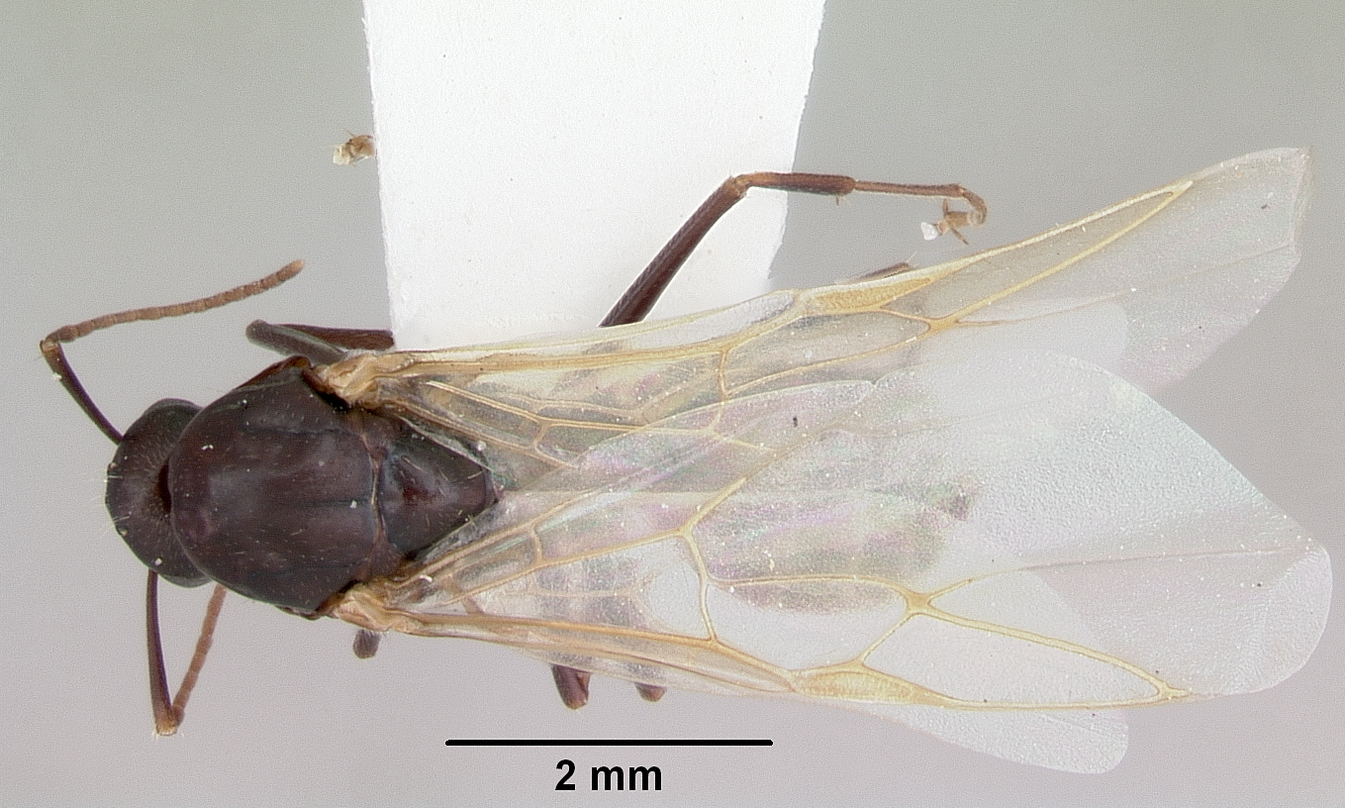